# Kathryn Hahn
Kathryn Marie Hahn (23 de juliol de 1973) és una actriu i còmica estatunidenca. Va començar la seua carrera a la televisió, interpretant com a consellera de dol Lily Lebowski a la sèrie de drama criminal de la NBC Crossing Jordan (2001-2007).

## Primers anys
Kathryn Marie Hahn va néixer a Westchester, Illinois, filla de Karen (de soltera Bunker) i Bill Hahn. Té ascendència alemanya, irlandesa i anglesa. Va créixer a Cleveland Heights, Ohio, i es va criar amb fe catòlica, assistint a l'escola catòlica St. Ann's a Cleveland Heights i a l'escola Beaumont. Hahn va assistir a la Northwestern University, on va obtenir una llicenciatura en teatre. Després, va assolir el seu MFA en dramatúrgia a la Universitat Yale.

## Carrera
Hahn va guanyar protagonisme apareixent com a actriu secundària en diverses pel·lícules de comèdia, com ara How to Lose a Guy in 10 Days (2003), Anchorman: The Legend of Ron Burgundy (2004), Step Brothers (2008), The Goods: Live Hard, Sell Hard (2009), Our Idiot Brother (2011), We're the Millers i The Secret Life of Walter Mitty (tots dos del 2013).
Com a actriu principal al cinema, Hahn va protagonitzar la comèdia dramàtica de Joey Soloway Afternoon Delight (2013), la pel·lícula de comèdia Bad Moms (2016) i la seua seqüela del 2017 i el drama de Tamara Jenkins Private Life (2018). Per aquest últim, va rebre elogis de la crítica i una nominació al premi Gotham a la millor actriu. Ha aparegut en diverses pel·lícules dramàtiques, com Revolutionary Road (2008), This Is Where I Leave You (2014), Tomorrowland (2015), The Visit (2015) i Captain Fantastic (2016), per la qual va rebre la seua primera nominació al Screen Actors Guild Award. Va interpretar Ericka Van Helsing a la franquícia Hotel Transylvania i Doctor Octopus a la pel·lícula d'animació Spider-Man: Into the Spider-Verse (2018).
A la televisió, Hahn va aparéixer en un paper de convidada recurrent a la comèdia de situació de la NBC Parks and Recreation (2012–2015), per la qual va rebre una nominació Critics' Choice com a millor intèrpret convidat en una sèrie de comèdia, va protagonitzar la comèdia d'Amazon Prime Video Transparent (2014–2019), per la qual va rebre una nominació al premi Primetime Emmy a la millor actriu secundària en una sèrie de comèdia. Hahn també va protagonitzar la sèrie de comèdia d'Amazon Prime Video I Love Dick (2016–2017), la minisèrie de comèdia de HBO Mrs. Fletcher (2019) i la minisèrie dramàtica de HBO I Know This Much Is True (2020). Des del 2020, Hahn ha donat la veu a Paige Hunter a la sèrie de comèdia musical animada d'Apple TV+ Central Park.
Va interpretar Agatha Harkness a la minisèrie de Marvel Cinematic Universe WandaVision (2021), per la qual va rebre elogis de la crítica i una nominació al premi Primetime Emmy a la millor actriu secundària en una sèrie limitada o pel·lícula. Hahn protagonitzarà la seua pròpia sèrie titulada Agatha: Coven of Chaos (2023) com a part de la franquícia.